# Dick York

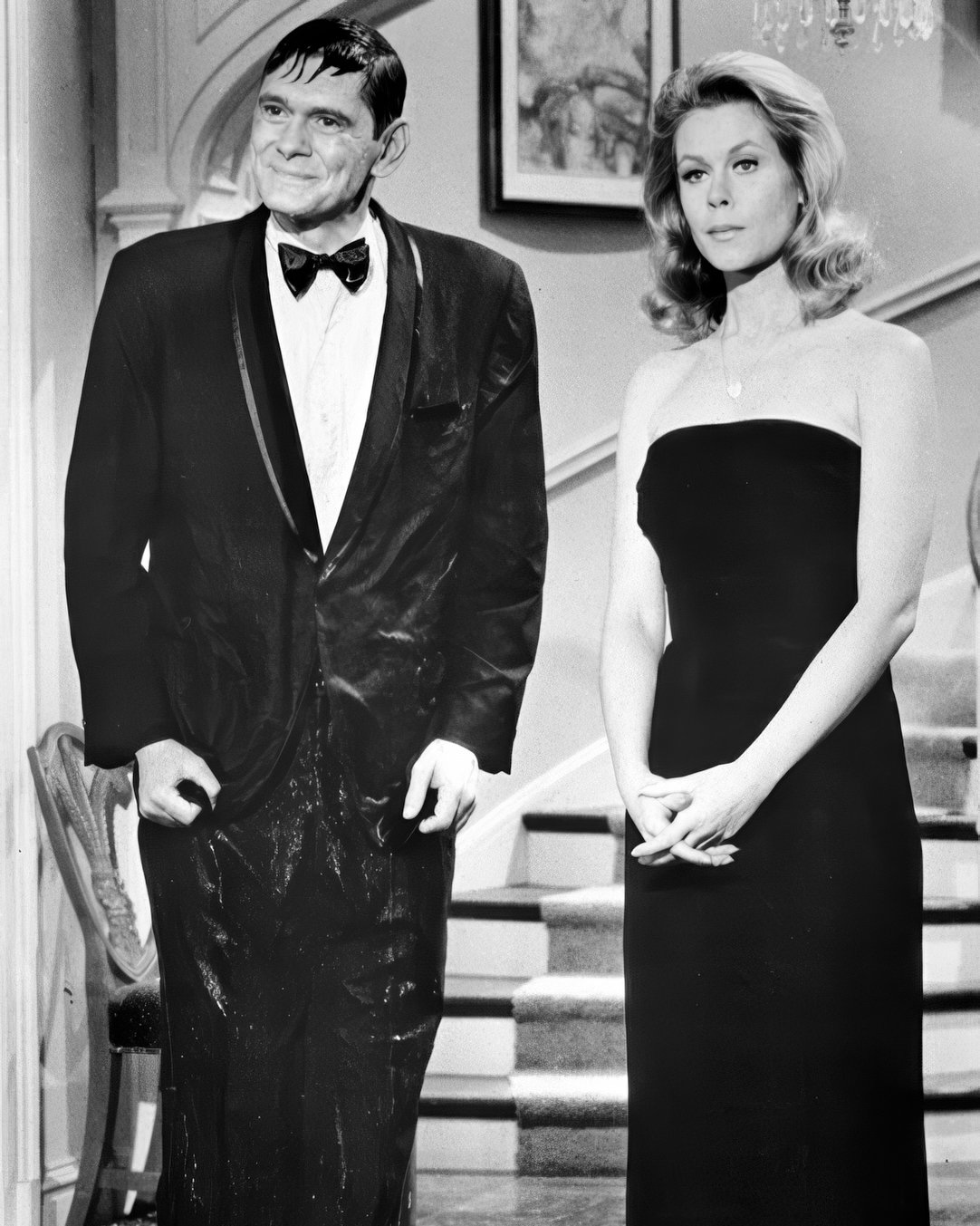
Dick York şi Elizabeth Montgomery în 1968

Dick York (n. 4 septembrie 1928, Fort Wayne, Indiana, SUA – d. 20 februarie 1992, East Grand Rapids⁠(d), Michigan, SUA, născut Richard Allen York) a fost un actor american care s-a făcut cunoscut mai ales în rolul lui Darrin Stephens din popularul serial TV Bewitched (în România transmis în anii '70 sub numele de Ce vrăji a mai făcut nevasta mea), rol preluat ulterior de Dick Sargent. A interpretat rolul între anii 1964-1969, fiind nevoit în anul 1969 să abandoneze definitiv filmările din cauza unor dureri cronice de spate.

## Filmografie
| Film        | Film                                | Film                                                                       | Film |
| An          | Titlu                               | Rol                                                                        | Note |
| ----------- | ----------------------------------- | -------------------------------------------------------------------------- | --- |
| 1945        | Insomnia (Combat Fatigue: Insomnia) | Lucky                                                                      | Nemenționat, Scurtmetraj pentru U.S. Navy |
| 1947        | Shy Guy                             | Philip Norton                                                              | Scurtmetraj |
| 1949        | Rest and Health                     | George                                                                     | Scurtmetraj |
| 1950        | Last Date                           | Nick                                                                       | Scurtmetraj |
| 1951        | How Friendly Are You?               | Phil                                                                       | Scurtmetraj |
| 1954        | Them!                               | Teen in police station                                                     | Nemenționat |
| 1955        | My Sister Eileen                    | Ted 'Wreck' Loomis                                                         | |
| 1955        | Three Stripes in the Sun            | Corporal Neeby Muhlendorf                                                  | |
| 1957        | Operation Mad Ball                  | Corporal Bohun                                                             | |
| 1958        | Cowboy                              | Charlie, Trailhand                                                         | |
| 1959        | The Last Blitzkrieg                 | Sgt. Ludwig                                                                | |
| 1959        | They Came to Cordura                | Private Renziehausen                                                       | |
| 1960        | Inherit the Wind                    | Bertram T. Cates                                                           | |
| Televiziune |                                     |                                                                            | |
| An          | Titlu                               | Rol                                                                        | Note |
| 1955        | Goodyear Television Playhouse       | John Randolph                                                              | Episodul: "Visit to a Small Planet" |
| 1955        | The Philco Television Playhouse     | Andy                                                                       | Episodul: "Incident in July" |
| 1955        | Justice                             |                                                                            | Episodul: "Fatal Payment" |
| 1955–1957   | Kraft Television Theatre            |                                                                            | Episodul: "Million Dollar Rookie Episodul: "Mock Trial" Episodul: "Ride into Danger" |
| 1956        | Playwrights '56                     | Grayson                                                                    | Episodul: "Honor" |
| 1956        | Eye on New York                     | Lt. Mac Hartman                                                            | Episodul: "Night of the Auk" |
| 1956–1958   | Studio One                          | George Fox George Weston Captain Jay Hellman                               | Episodul: "A Man's World" Episodul: "The Weston Strain" Episodul: "The Enemy Within" |
| 1958        | Father Knows Best                   | Tom Wentworth                                                              | Episodul: "Betty, The Pioneer Woman" |
| 1957        | The Kaiser Aluminum Hour            | Edward Gillis                                                              | Episodul: "A Real Fine Cutting Edge" |
| 1957–1963   | Alfred Hitchcock Presents           | Manny Coe Norman Logan J.J. Bunce Ralph Jones Tom Barton Herbert J. Wiggam | Episodul: "Vicious Circle" Episodul: "The Dusty Drawer" Episodul: "The Blessington Method" Episodul: "The Doubtful Doctor" Episodul: "You Can't Be a Little Girl All Your Life" Episodul: "The Twelve Hour Caper" |
| 1958        | The United States Steel Hour        | Gordon Bates                                                               | Episodul: "Beaver Patrol" |
| 1958        | Climax!                             | Gordon Bates                                                               | Episodul: "Shooting for the Moon" |
| 1958–1959   | Playhouse 90                        | Scott Arlen Tom Matthew Sherwood                                           | Episodul: "The Last Clear Chance" Episodul: "The Time of Your Life" Episodul: "Made in Japan" Episodul: "Out of Dust"                                                                                             |
| 1958, 1960  | The Millionaire                     | Ken Leighton Sandy Newell                                                  | Episodul: "The Ken Leighton Story" Episodul: "Millionaire Sandy Newell" |
| 1960        | The Untouchables                    | Ernie Torrance                                                             | Episodul: "The White Slavers" |
| 1960        | Alcoa Theatre                       | Corporal James Sloan                                                       | Episodul: "The Glorious Fourth" |
| 1960        | Stagecoach West                     | Webb Crawford                                                              | Episodul: "Three Wise Men" |
| 1960–1961   | The Twilight Zone                   | Captain Phil Riker Hector Poole                                            | Episodul: "The Purple Testament" Episodul: "A Penny for Your Thoughts" |
| 1961        | Naked City                          | Charles Colano                                                             | Episodul: "Bullets Cost Too Much" |
| 1961        | The DuPont Show with June Allyson   | Lt. James Whitney                                                          | Episodul: "School of the Soldier" |
| 1961        | The Americans                       | Bolick                                                                     | Episodul: "The War Between the States" |
| 1961        | General Electric Theater            | Ashael Miller                                                              | Episodul: "A Musket for Jessica" |
| 1961        | Adventures in Paradise              | Markham Jones                                                              | Episodul: "The Reluctant Hero" |
| 1961        | The Outlaws                         | Sam Nichols                                                                | Episodul: "Night Riders" |
| 1961        | Dr. Kildare                         | Harry Benton                                                               | Episodul: "The Lonely Ones" |
| 1961        | Frontier Circus                     | Jeb Randall                                                                | Episodul: "The Shaggy Kings" |
| 1961, 1963  | Rawhide                             | Frank Price Elwood P. Gilroy                                               | Episodul: "Incident of the Broken Word" Episodul: "Incident at Confidence Creek" |
| 1961–1964   | Wagon Train                         | Willie Pettigrew Charley Shutup Ben Mitchell                               | Episodul: "The Clementine Jones Story" Episodul: "The Charley Shutup Story" Episodul: "The Michael Malone Story"                                                                                                  |
| 1962        | Thriller                            | Fred Bancroft                                                              | Episodul: "The Incredible Doktor Markesan" |
| 1962–1963   | Going My Way                        | Tom Colwell                                                                | |
| 1963        | Insight                             |                                                                            | Episodul: "Breakthrough" |
| 1963        | Route 66                            | Lieutenant School                                                          | Episodul: "What a Shining Young Man Was Our Gallant Lieutenant" |
| 1963        | The Alfred Hitchcock Hour           | Sheriff Will Pearce                                                        | Episodul: "Terror at Northfield" |
| 1963        | The Virginian                       | Jeff Tolliver                                                              | Episodul: "Stopover in a Western Town" |
| 1964–1969   | Bewitched                           | Darrin Stephens                                                            | |
| 1965        | The Flintstones                     | Darrin Stephens                                                            | Episodul: "Samantha" |
| 1983        | Simon & Simon                       | Martin Donlevy                                                             | Episodul: "Too Much of a Good Thing" |
| 1984        | Fantasy Island                      | Mr. Sutton                                                                 | Episodul: "Sweet Life/Games People Play" |